# 446 Aeternitas
Aeternitas (asteroide 446) é um asteroide da cintura principal com um diâmetro de 45,4 quilómetros, a 2,4426418 UA. Possui uma excentricidade de 0,1240385 e um período orbital de 1 700,79 dias (4,66 anos).
Aeternitas tem uma velocidade orbital média de 17,83632441 km/s e uma inclinação de 10,62465º.
Este asteroide foi descoberto em 27 de Outubro de 1899 por Max Wolf, Arnold Schwassmann.